# ジェームズ・アーウィン

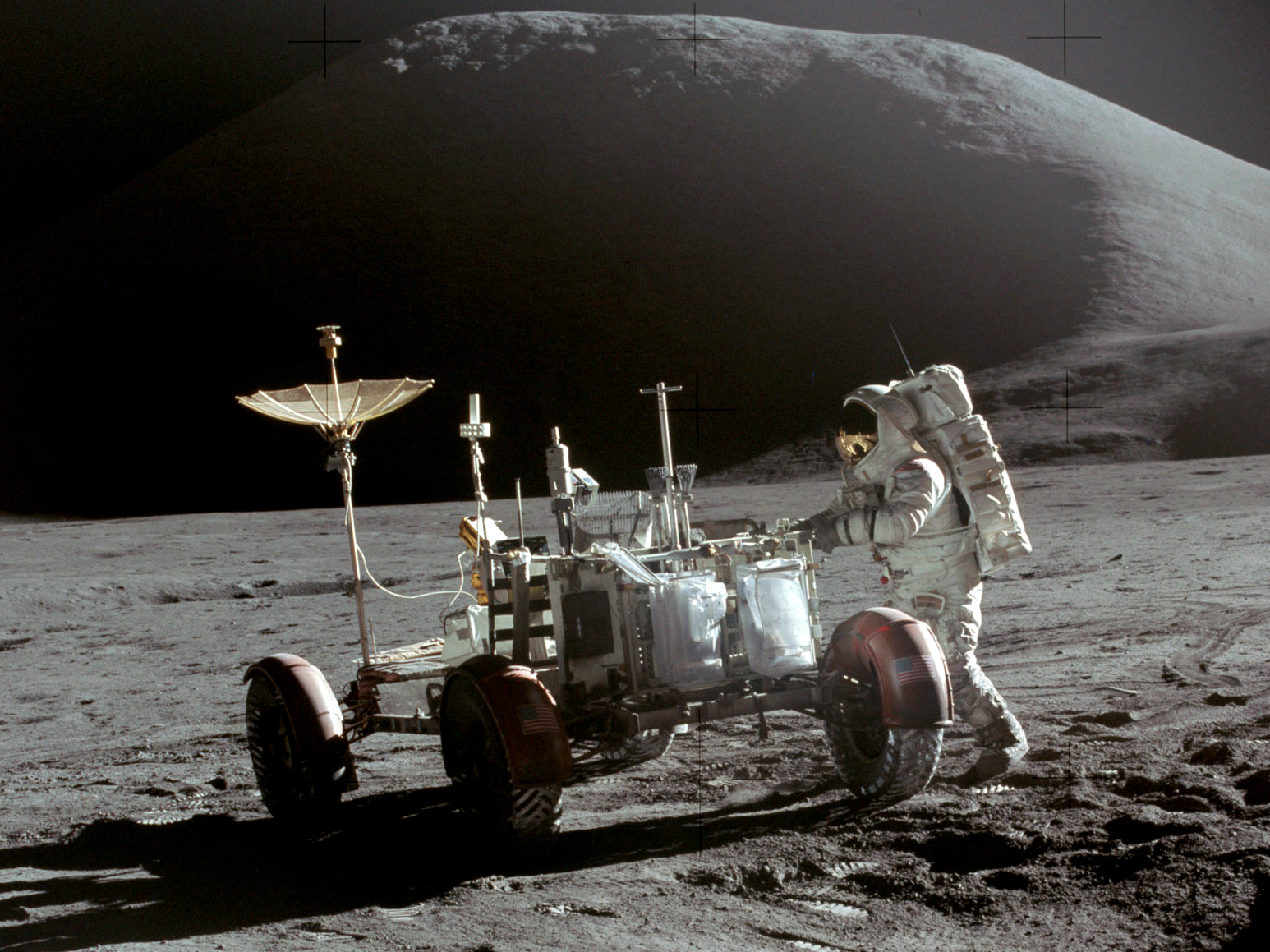
Jim Irwin, LRV, Apollo-15-Mission

ジェームズ・アーウィン（James Benson Irwin、1930年3月17日 - 1991年8月8日）は、アメリカ合衆国の宇宙飛行士、空軍軍人、牧師。
ペンシルベニア州ピッツバーグ生まれ。海軍士官学校卒業後、空軍に転じた。最終階級は空軍大佐。
1971年7月26日アポロ15号で月面着陸。同年コリアー・トロフィーを受賞。
退役後、ハイフライト基金キリスト福音教会所属牧師として布教活動に従事。第2の人生を、ノアの箱舟探索に捧げた。
| スタブアイコン | サブスタブ | この項目は、まだ閲覧者の調べものの参照としては役立たない、人物に関連した書きかけの項目です。この項目を加筆・訂正などしてくださる協力者を求めています（P:人物伝/PJ:人物伝）。 |